# Winter X Games 26
Winter X Games 26 – dwudziesta szósta edycja zimowych X-Games. Została rozegrana w dniach 21–23 stycznia 2022 roku w ośrodku narciarskim Buttermilk w amerykańskim Aspen.

## Narciarstwo

### Big Air
| Miejsce | Zawodnik           | Skok 1 | Skok 2 | Skok 3 | Skok 4 | Skok 5 | Skok 6 | Wynik |
| ------- | ------------------ | ------ | ------ | ------ | ------ | ------ | ------ | ----- |
|         | Alexander Hall     | 35     | 43     | 38     | 46     | 43     | 48     | 94    |
|         | Mac Forehand       | 8      | 42     | 36     | 44     | 45     | 47     | 92    |
|         | Teal Harle         | 40     | 42     | 44     | 8      | 43     | 47     | 91    |
| 4.      | Édouard Therriault | 8      | 9      | 39     | 47     | 42     | 8      | 89    |
| 5.      | Matěj Švancer      | 36     | 48     | 44     | 9      | 39     | 39     | 87    |
| 6.      | Colby Stevenson    | 44     | 36     | 36     | 13     | 15     | 19     | 80    |
| 7.      | Andri Ragettli     | 8      | 8      | 9      | 39     | 8      | 19     | 58    |
| 8.      | Evan McEachran     | 8      | 8      | 8      | –      | –      | –      | 16    |

| Miejsce | Zawodniczka      | Skok 1 | Skok 2 | Skok 3 | Skok 4 | Skok 5 | Wynik |
| ------- | ---------------- | ------ | ------ | ------ | ------ | ------ | ----- |
|         | Tess Ledeux      | 44     | 13     | 49     | 45     | 29     | 94    |
|         | Megan Oldham     | 45     | 29     | 11     | 11     | 44     | 89    |
|         | Olivia Asselin   | 35     | 21     | 10     | 37     | 32     | 72    |
| 4.      | Maggie Voisin    | 39     | 10     | 20     | 28     | 31     | 70    |
| 5.      | Giulia Tanno     | 26     | 29     | 31     | 36     | 29     | 65    |
| 6.      | Elena Gaskell    | 23     | 29     | 34     | 8      | 9      | 57    |
| 7.      | Johanne Killi    | 9      | 35     | 38     | 15     | 9      | 53    |
| 8.      | Mathilde Gremaud | 8      | 9      |        |        |        | 9     |

### Slopestyle
| Miejsce | Zawodnik           |
| ------- | ------------------ |
|         | Andri Ragettli     |
|         | Max Moffatt        |
|         | Alexander Hall     |
| 4.      | Mac Forehand       |
| 5.      | Sebastian Schjerve |
| 6.      | James Woods        |
| 7.      | Colby Stevenson    |
| 8.      | Nicholas Goepper   |
| 9.      | Evan McEachran     |
| 10.     | Christian Nummedal |

| Miejsce | Zawodniczka      |
| ------- | ---------------- |
|         | Tess Ledeux      |
|         | Mathilde Gremaud |
|         | Megan Oldham     |
| 4.      | Johanne Killi    |
| 5.      | Kirsty Muir      |
| 6.      | Maggie Voisin    |
| 7.      | Kelly Sildaru    |

### SuperPipe
| Miejsce | Zawodnik        |
| ------- | --------------- |
|         | Nico Porteous   |
|         | Aaron Blunck    |
|         | David Wise      |
| 4.      | Noah Bowman     |
| 5.      | Birk Irving     |
| 6.      | Hunter Hess     |
| 7.      | Miguel Porteous |
| 8.      | Ben Harrington  |
| 9.      | Gus Kenworthy   |
| DNS     | Alex Ferreira   |

| Miejsce | Zawodniczka     |
| ------- | --------------- |
|         | Kelly Sildaru   |
|         | Brita Sigourney |
|         | Hanna Faulhaber |
| 4.      | Zoe Atkin       |
| 5.      | Devin Logan     |
| 6.      | Dillan Glennie  |
| 7.      | Svea Irving     |
| 8.      | Annalisa Drew   |

### Knuckle Huck
| Miejsce | Zawodnik        |
| ------- | --------------- |
|         | Quinn Wolferman |
|         | Jake Mageau     |
|         | Alexander Hall  |
| 4.      | Colby Stevenson |
| 5.      | Max Moffatt     |
| 6.      | Matěj Švancer   |
| 7.      | Will Berman     |
| 8.      | Keegan Kilbride |

## Snowboarding

### Big Air
| Miejsce | Zawodnik         | Skok 1 | Skok 2 | Skok 3 | Skok 4 | Skok 5 | Wynik |
| ------- | ---------------- | ------ | ------ | ------ | ------ | ------ | ----- |
|         | Marcus Kleveland | 42     | 36     | 11     | 40     | 12     | 82    |
|         | Max Parrot       | 40     | 34     | 11     | 37     | 41     | 81    |
|         | Rene Rinnekangas | 41     | 39     | 9      | 13     | 10     | 80    |
| 4.      | Mark McMorris    | 12     | 9      | 8      | 35     | 14     | 49    |
| 5.      | Mons Røisland    | 11     | 13     | 32     | 10     | 10     | 42    |
| 6.      | Taiga Hasegawa   | 20     | 9      | 16     | 10     | 9      | 30    |
| 7.      | Sven Thorgren    | 10     | 14     | 10     | –      | –      | 24    |
| 8.      | Chris Corning    | 8      | 10     | 9      | –      | –      | 19    |

| Miejsce | Zawodniczka          | Skok 1 | Skok 2 | Skok 3 | Skok 4 | Skok 5 | Wynik |
| ------- | -------------------- | ------ | ------ | ------ | ------ | ------ | ----- |
|         | Zoi Sadowski-Synnott | 40     | 36     | 45     | 15     | 15     | 85    |
|         | Jamie Anderson       | 42     | 40     | 12     | 35     | 12     | 82    |
|         | Miyabi Onitsuka      | 34     | 24     | 14     | 42     | 36     | 78    |
| 4.      | Kokomo Murase        | 10     | 9      | 30     | 33     | 35     | 68    |
| 5.      | Laurie Blouin        | 38     | 12     | 11     | 13     | 11     | 51    |

### Slopestyle
| Miejsce | Zawodnik         |
| ------- | ---------------- |
|         | Mark McMorris    |
|         | Marcus Kleveland |
|         | Sven Thorgren    |
| 4.      | Redmond Gerard   |
| 5.      | Rene Rinnekangas |
| 6.      | Darcy Sharpe     |
| 7.      | Max Parrot       |
| 8.      | Ståle Sandbech   |
| 9.      | Mons Røisland    |
| 10.     | Dusty Henricksen |

| Miejsce | Zawodniczka          |
| ------- | -------------------- |
|         | Zoi Sadowski-Synnott |
|         | Jamie Anderson       |
|         | Laurie Blouin        |
| 4.      | Kokomo Murase        |
| 5.      | Anna Gasser          |
| 6.      | Tess Coady           |
| 7.      | Hailey Langland      |
| 8.      | Annika Morgan        |

### SuperPipe
| Miejsce | Zawodnik          |
| ------- | ----------------- |
|         | Scotty James      |
|         | Ayumu Hirano      |
|         | Kaishu Hirano     |
| 4.      | Ryan Wachendorfer |
| 5.      | Lucas Foster      |
| 6.      | Valentino Guseli  |
| 7.      | Toby Miller       |
| 8.      | Joey Okesson      |
| 9.      | Joshua Bowman     |
| 10.     | Chase Blackwell   |

| Miejsce | Zawodniczka       |
| ------- | ----------------- |
|         | Sena Tomita       |
|         | Queralt Castellet |
|         | Haruna Matsumoto  |
| 4.      | Kurumi Imai       |
| 5.      | Maddie Mastro     |
| 6.      | Summer Fenton     |
| 7.      | Elizabeth Hosking |

### Knuckle Huck
| Miejsce | Zawodnik                    |
| ------- | --------------------------- |
|         | Marcus Kleveland            |
|         | Fridtjof Sæther Tischendorf |
|         | Dusty Henricksen            |
| 4.      | Zeb Powell                  |
| 5.      | Luke Winkelmann             |
| 6.      | Miles Fallon                |
| 7.      | Tyler Nicholson             |
| 8.      | Dillon Henricksen           |

## Tabela medalowa
| #   | Reprezentacja     | Złoto | Srebro | Brąz | Razem |
| --- | ----------------- | ----- | ------ | ---- | ----- |
| 1.  | Nowa Zelandia     | 3     | 0      | 0    | 3     |
| 2.  | Stany Zjednoczone | 2     | 6      | 5    | 13    |
| 3.  | Norwegia          | 2     | 2      | 0    | 4     |
| 4.  | Francja           | 2     | 0      | 0    | 2     |
| 5.  | Kanada            | 1     | 3      | 4    | 8     |
| 6.  | Japonia           | 1     | 1      | 3    | 5     |
| 7.  | Szwajcaria        | 1     | 1      | 0    | 2     |
| 8.  | Australia         | 1     | 0      | 0    | 1     |
| 8.  | Estonia           | 1     | 0      | 0    | 1     |
| 10. | Hiszpania         | 0     | 1      | 0    | 1     |
| 11. | Finlandia         | 0     | 0      | 1    | 1     |
| 11. | Szwecja           | 0     | 0      | 1    | 1     |